# Praxis mit Meerblick – Schwesterherz
Schwesterherz ist ein deutscher Fernsehfilm von Kerstin Ahlrichs aus dem Jahr 2022. Es handelt sich um den fünfzehnten Film der ARD-Reihe Praxis mit Meerblick mit Tanja Wedhorn als Ärztin Nora Kaminski in der Hauptrolle. Die deutsche Erstausstrahlung erfolgte am 15. April 2022 auf dem ARD-Sendeplatz „Endlich Freitag im Ersten“.

## Handlung
Die Inselärztin Nora Kaminski muss sich nach dem Verkehrsunfall, bei dem sie beim Joggen von dem Rügener Architekten Max Jensen angefahren wurde, eigentlich weiterhin schonen. Dennoch sucht sie Ablenkung, die sie vor allem beim Holzhacken findet. Doch als plötzlich ihre Schwester Franziska Jäger vor ihr steht, zu der sie mehrere Jahre keinen Kontakt mehr hatte, steht sie vor einem weiteren Berg an Problemen. Ihre Schwester erzählt ihr großspurig davon, dass sie als Romanautorin, Model und Onlinehändlerin ihr Geld verdiene. Nora beeindruckt dies alles wenig, denn ihre Schwester leidet an einer bipolaren Störung.

## Produktionsnotizen
Die Dreharbeiten für Schwesterherz erstreckten sich unter den vorgegebenen Corona-Arbeitsschutzauflagen vom 10. August 2021 bis zum 7. September 2021. Als Schauplätze dienten die Insel Rügen und die deutsche Landeshauptstadt Berlin.